# 내성천

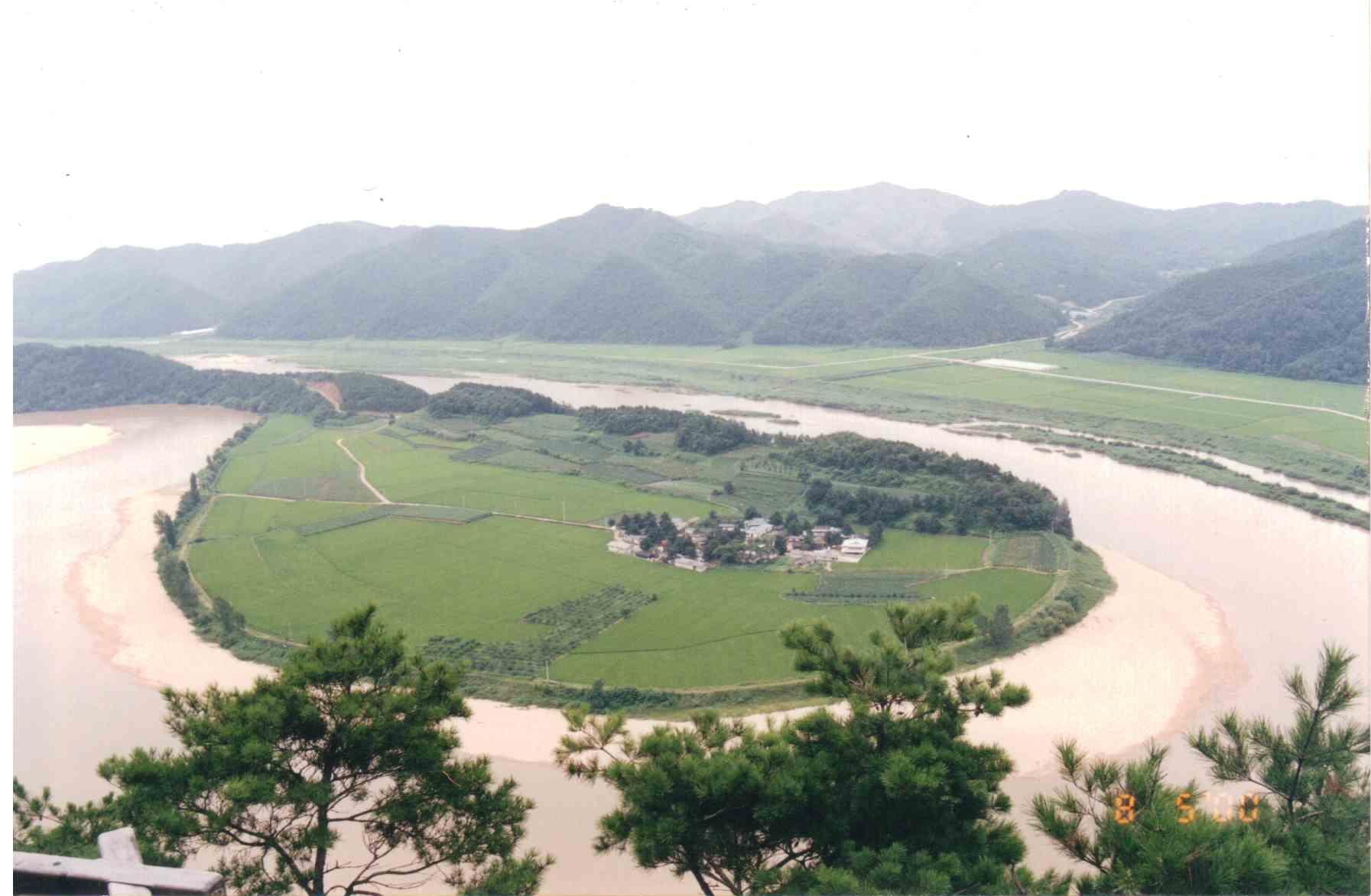
낙동강의 지류 내성천의 회룡포. 산이 강물을 막아 마치 섬과 같이 만들어진 지형.

내성천(乃城川)은 경상북도 봉화군 물야면 오전리의 선달산(1,236m)에서 발원하여 남류 및 남서류하여 영주시, 예천군을 지나 문경시 영순면 달지리에서 낙동강에 합류하는 하천.
내성천은 낙동강 지류의 하나로, 본류 길이는 110.69km, 유역 면적은 1,815.28km2이며, 금천(錦川)·한천(漢川)·서천(西川)·남원천(南院川)·단산천(丹山川)·낙화암천(落花巖川)과 같은 지류로 이루어져 있다.

## 자연환경
내성천의 유역분지는 분수계의 능선부가 대체로 1,000m 이상의 고도를 나타내고, 유역분지의 평균 해발고도는 318.2m이다. 유역분지의 평균 경사도는 13.1°, 기복량은 3.33이다. 내성천 상류의 평균 하곡 폭은 353m, 중류는 338m, 하류는 707m로, 하류에서 하곡이 가장 넓고 중류에서 가장 좁다. 이는 내성천에서 좁고 깊은 하곡을 이루며 곡류하는 감입곡류 하도의 특징이 전형적인 구간이 하구로부터 22~68km 사이이고, 이 구간의 약 70%가 중류에 해당하기 때문이다. 유역은 이들 하천이 개석(開析: 풍화·침식 작용에 의해 깎임)한 거대한 산간분지에 해당된다. 낙동강 본류에 합류되는 예천군 일대의 하류 유역에는 비교적 넓은 충적평야가 분포한다.

## 형성 및 변천
유역분지의 지질은 북동·남서 방향을 따라 대상으로 분포하는 중생대 쥐라기의 대보화강암이 대부분의 면적을 차지한다. 특히 유역분지 내에서도 중북부 지역에서 넓은 면적으로 분포한다. 대보화강암 분포 지역의 북쪽에 북동·남서 방향으로 선캄브리아기 소백산 편마암복합체에 해당되는 편마암이 넓게 나타나며, 선캄브리아기 소백산 편마암복합체의 편암은 대보화강암 분포 지역의 남쪽에서 북동·남서 방향으로 좁은 면적을 이루며 분포한다. 유역분지의 서쪽 가장자리에는 고생대 전기의 퇴적암과 중생대 백악기의 화강암과 화산암이 분포한다. 따라서 내성천의 상류는 중생대 쥬라기에 관입한 대보화강암을 기반으로 하는 영주분의 북부를 남류하고, 본 지역에서는 선캠브리아기의 소백산편마암복합체 중에서 장석을 많이 포함하는 조립질의 편암 지역 주변부를 산지사행한다. 중하류는 좌측의 화강암지역과 우측이 편암지역 사이의 경계를 따라 서남류한다.

## 현황
내성천의 상류는 벼의 재배가 활발하지 못하고 주로 조·옥수수·두류·감자와 유채작물(참깨·들깨·고추·인삼), 그리고 고랭지채소의 재배가 이루어질 뿐이다. 그러나 하류지역에는 충적평야가 넓게 발달되어 있어 벼농사가 성한 편이다.
경상북도 예천군 용궁면 대은리에 위치한 예천 회룡포는 내성천이 용이 비상하는 것처럼 물을 휘감아 돌아가는 지형으로, 내성천 및 낙동강 상류 일대에 나타나는 수많은 감입곡류 지형의 전형을 보여준다. 하천과 그 외부를 둘러싸고 있는 가파른 경사의 산악지형 그리고 농경지와 마을이 어우러져 경관적 가치가 뛰어난 곳이다. 또한 하성단구, 하중도, 포인트바, 범람원 등 한눈에 볼 수 있어 침식 및 퇴적지형 연구의 기초자료로서 학술적 가치가 클 뿐만 아니라, 하천을 둘러싸고 있는 비룡산에는 신라시대 고찰인 장안사 등의 문화유적이 잘 보존되어 있는 등의 보존가치가 높은 곳으로 문화재청에서 명승 제16호(2005년 8월 23일)로 지정하였다.

## 영주댐 건설 이후

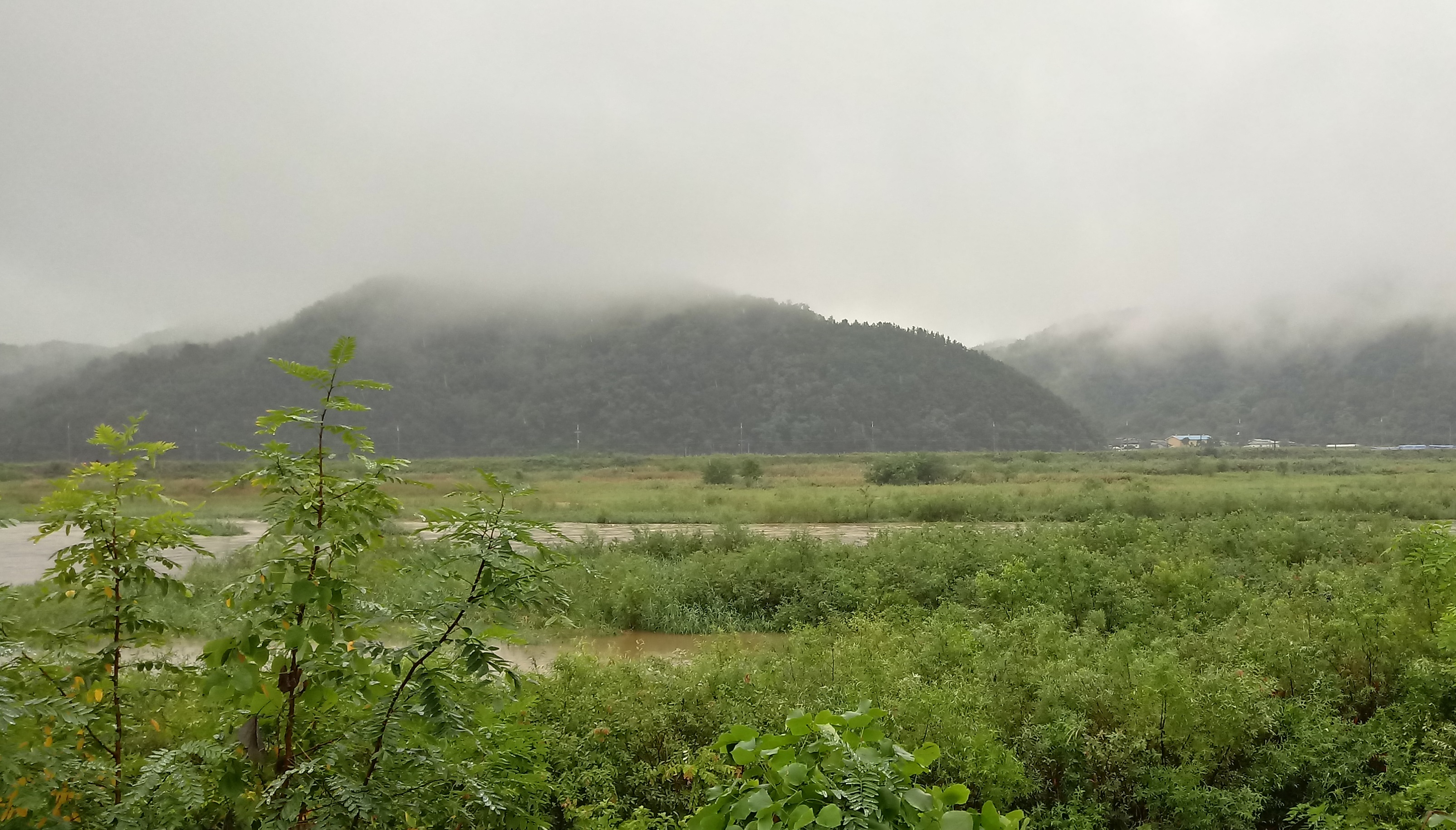
모래가 유실되고 수풀이 무성하게 자란 내성천. 2018년 8월 영주댐보다 하류인 영천군 상월리에서 촬영.

4대강 사업의 일환인 영주댐 건설로 인하여 모래가 유실되고 고착화가 진행되었다. 영주댐 건설은 환경 면에서 많은 문제가 되고 있으며 많은 환경단체에서 내성천 살리기 운동을 진행하고 있다.

## 갤러리

영주시 용혈리 미림교(영주댐에서 약 1.5km 하류)에서 본 내성천
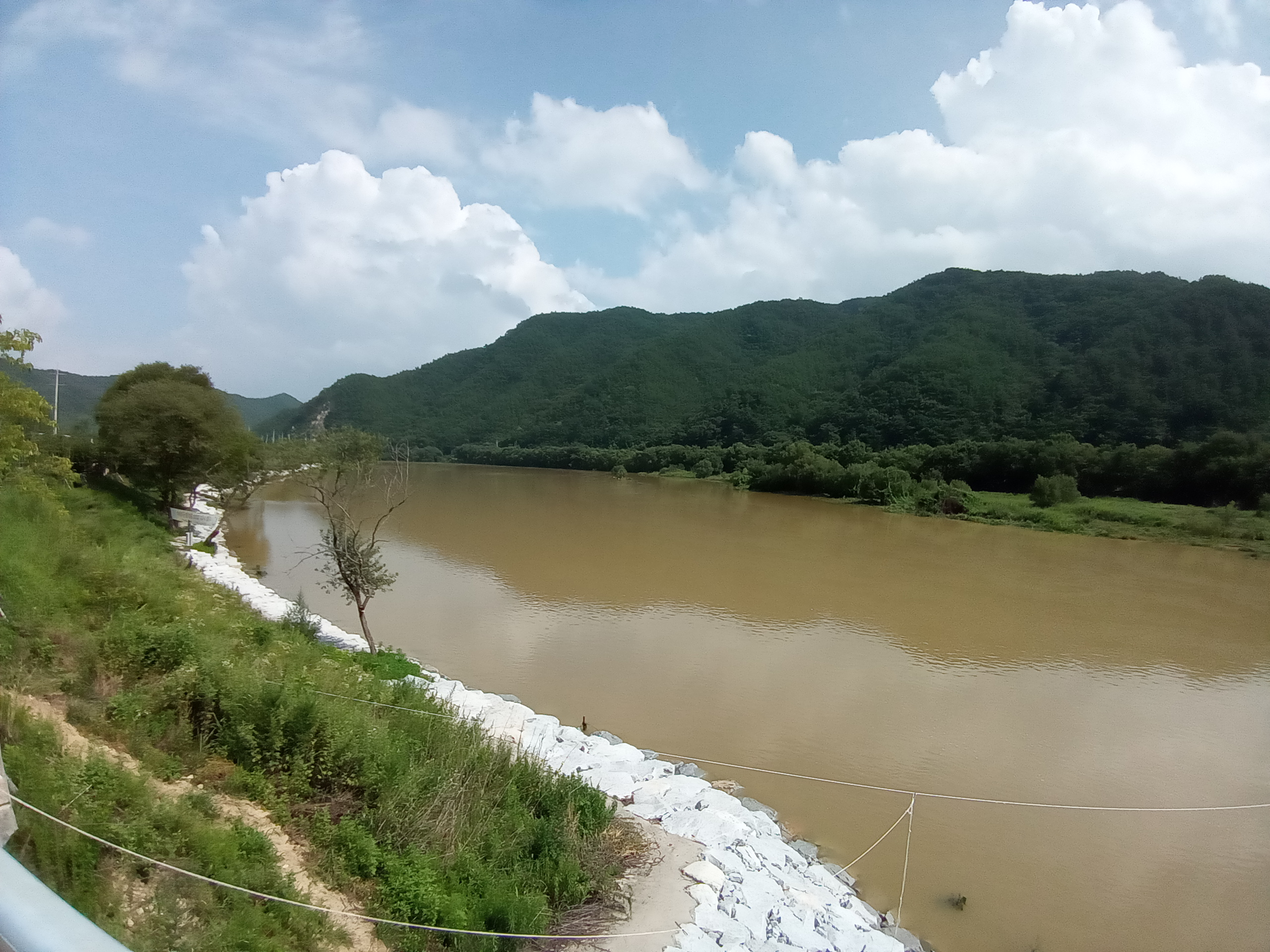
상류 방향(영주댐 방향). 장마 직후, 영주댐이 소량 방류 중이라 흙탕물이 흐르고 있음.
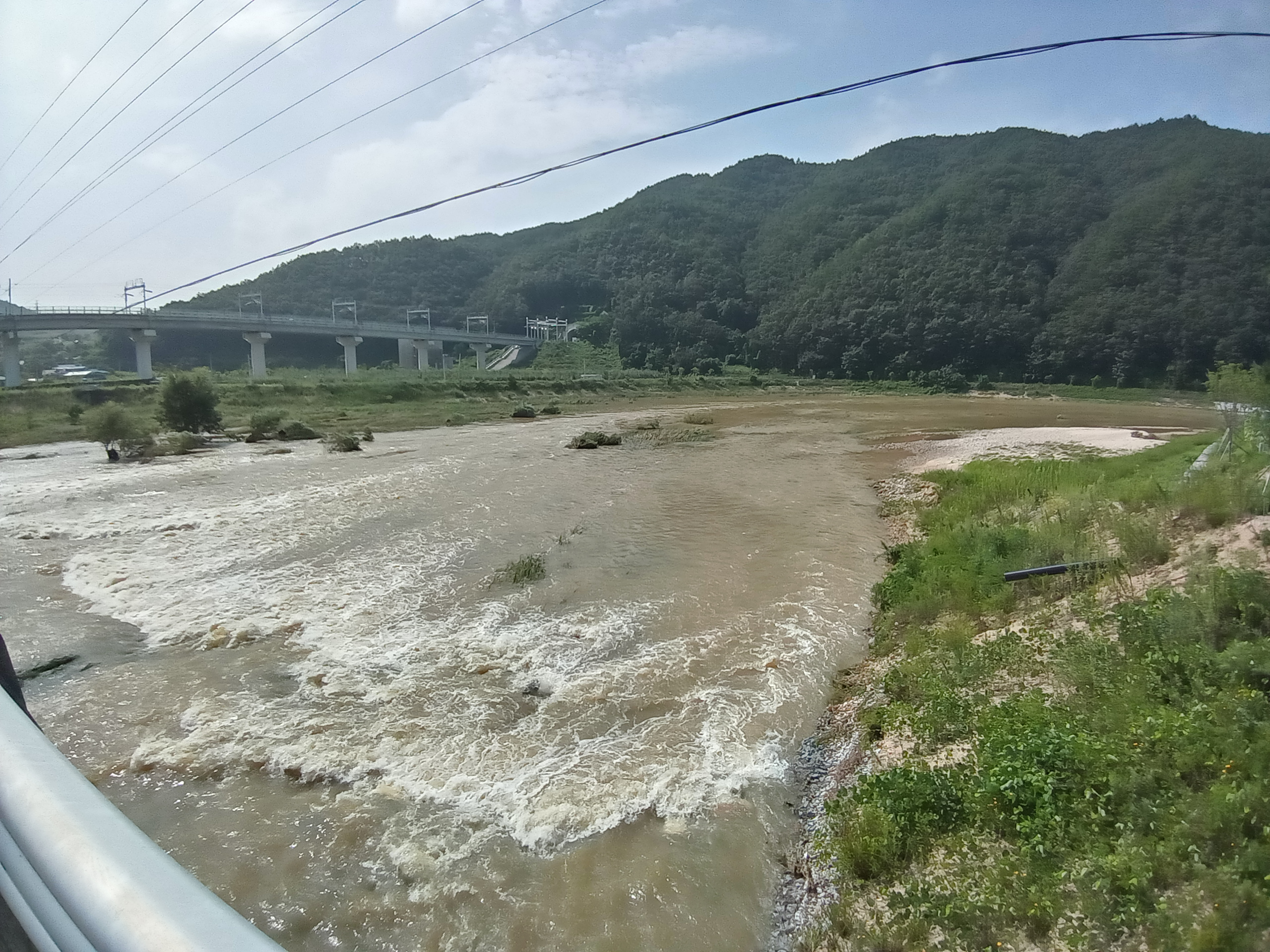
하류 방향